# فكري سونميز
فكري سونميز (بالتركية: Fikri Sönmez)‏ هو سياسي تركي، ولد في 1938 في أردو في تركيا، وتوفي في 4 مايو 1985 في أماصيا في تركيا بسبب نوبة قلبية. حزبياً، نشط في Devrimci Yol ‏.